# Helichrysum calocephalum
Helichrysum calocephalum là một loài thực vật có hoa trong họ Cúc. Loài này được Klatt mô tả khoa học đầu tiên.